# Garcillán
Garcillán – gmina w Hiszpanii, w prowincji Segowia, w Kastylii i León, o powierzchni 22,41 km². W 2011 roku gmina liczyła 488 mieszkańców.